# کوسه تازی ریشک‌دار
کوسه تازی ریشک‌دار (نام علمی: Leptocharias smithii) نام یک گونه از راسته زمین‌کوسه‌سانان است.